# Codename: Gordon
Codename: Gordon (znana również jako Half-Life 2D) – gra komputerowa wykonana w technologii Flash z gatunku shooter stworzona przez Paula "X-Tendera" Kamma i Sönke "Warbeasta" Seidela. Została wyprodukowana przez NuclearVision i była dystrybuowana bezpłatnie poprzez system dystrybucji cyfrowej Steam należący do Valve Software jako tytuł promocyjny dla ówcześnie nadchodzącego Half-Life 2. Z przyczyn mających związek z upadłością jej producenta, grę usunięto ze sklepu Steam.
Z początku gra stanowiła fanowski projekt Paula Kamma oraz Sönke Seidela, a koncepcja na nią pochodziła z różnych reklam drugiej części Half-Life. Po krótkim czasie oboje twórcy zaczęli pracować nad Codename: Gordon w imieniu NuclearVision. Firma ta przedstawiła grę Valve, wydawcy oryginalnej serii gier Half-Life, który później udostępnił produkcję na Steam.
Codename: Gordon uzyskał przychylne opinie zarówno recenzentów, jak i publiki, przyciągając 600 000 graczy w ciągu pierwszych trzech tygodni od wydania. Recenzenci docenili rozgrywkę i niepowtarzalny styl dialogów w produkcji, lecz krytykowali ją za słabą optymalizację oraz znikomą różnorodność wśród przeciwników.

## Rozgrywka
Identycznie jak w Half-Life 2 gracz kontroluje poczynaniami Gordona Freemana. Jednak w przeciwieństwie do innych gier z tej serii świat w Codename: Gordon przedstawiony jest przy użyciu grafiki dwuwymiarowej. Typ gry określany jako sidescroller umożliwia graczowi poruszanie się przy pomocy klawiatury oraz celowanie i strzelanie używając myszy.
Uzbrojony w różnorodne bronie, poczynając od łomu, a kończąc na dziale grawitacyjnym, gracz ma do dyspozycji sześć poziomów, na których natrafia na przeciwników takich jak zombie, headcraby i przedstawiciele Kombinatu. Podobnie jak w głównej serii Half-Life pomiędzy sekwencjami z wartką akcją znajdują się różnorodne zagadki logiczne.
Podczas rozgrywki gracz spotyka kluczowe postacie z głównej serii, które komunikują się z Gordonem poprzez dialogi tekstowe, gdyż gra nie posiada podkładu głosowego lektorów. W przeciwieństwie do oryginalnej serii Codename: Gordon umożliwia interaktywne uczestnictwo w dialogach poprzez używanie emotikon takich jak :] czy :–), które przyporządkowane są do określonego typu odpowiedzi.
Po ukończeniu gry odblokowany zostaje bonus Crow Chase, w którym grający ma za zadanie zdobyć możliwie jak największą ilość punktów w określonym limicie czasowym goniąc kruki, jednocześnie starając się utrzymać je w powietrzu przez jak najdłuższy czas.

## Fabuła
Codename: Gordon prezentuje alternatywną fabułę Half-Life 2 przy wykorzystaniu lokacji inspirowanych zarówno pierwszą, jak i drugą częścią gry. W rozgrywce Gordon Freeman – protagonista serii gier – spotyka niektórych głównych bohaterów z Half-Life próbując dowiedzieć się co spowodowało zniknięcie trzeciego wymiaru.
Gra rozpoczyna się na obszarze doków portowych. Po pokonaniu kilku przeciwników w postaci zombie i headcrabów gracz natrafia na Barneya Calhouna, znaczącą postać w późniejszych tytułach z serii Half-Life. Mówi on Gordonowi o zniknięciu całego wymiaru oraz informuje go, że nad rozwiązaniem tego problemu pracuje już grupa naukowców. Z powodu odniesionych ran Barney nie jest w stanie kontynuować podróży, przekazuje więc Gordonowi pistolet i mówi, żeby szedł dalej bez niego.
W drugiej części gry postać spotyka Eli Vance'a oraz jego córkę, Alyx, którzy doradzają Gordonowi, aby ten dotarł do City 17 przy pomocy ich samochodu, gdyż według ich wiedzy tam najprawdopodobniej leży przyczyna problemu. Polecają mu także porozmawiać z doktorem Kleinerem o broni zwanej gravity gun. Wkrótce później gracz odnajduje doktora Kleinera, który dzieli się obawami związanymi z brakującym wymiarem oraz przekazuje Gordonowi broń wspomnianą przesz Eli i Alyx.
Po odparciu ataku wrogiego statku obcych i minięciu ściśle strzeżonego przez żołnierzy Kombinatu więzienia, Gordon dociera do City 17, gdzie spotyka G-Mana. Ten mówi graczowi, że spodziewał się jego przybycia i zapewnia go, że to nie on stoi za zniknięciem trzeciego wymiaru. Zamiast tego stwierdza, że jest jedynie „skromnym pionkiem w grze złowrogich sił”. Wkrótce później następuje konfrontacja ze striderem – ogromną trzynogą jednostką bojową – który okazuje się być źródłem problemu. Po pokonaniu przeciwnika otwiera się portal, z chwilą wejścia do niego Freeman zostaje przeniesiony z powrotem do trzeciego wymiaru.

## Produkcja i wydanie
Prace nad Codename: Gordon rozpoczęły się w połowie 2003 roku. Z początku produkcja stanowiła fanowski projekt Paula "X-Tendera" Kamma, odpowiedzialnego za kodowanie oprogramowania oraz Sönke "Warbeasta" Seidela, który zajmował się oprawą graficzną. Ze względu na znajomość oprogramowania twórcy zdecydowali się stworzyć grę przy użyciu Macromedia Flash. Pierwotne założenie polegało na stworzeniu gry platformowej i powstało ono po zapoznaniu się z materiałami promocyjnymi nadchodzącego Half-Life 2. Wkrótce po zainicjowaniu projektu został on zauważony przez Tima Brunsa, współzałożyciela NuclearVision, który rozpoczął współpracę nad Codename: Gordon wraz z Kamma i Seidelem.
Oryginalnie gra miała być przeznaczona na mobilną konsolę Nintendo DS, lecz decyzja ta została zmieniona po rozmowach z Valve Corporation. Firma miała pozytywne odczucia odnośnie do gry i zdecydowała się zaoferować pomoc w jej tworzeniu, wyznaczając Douga Wooda do nadzorowania projektu w imieniu Valve. Gra została wydana 17 maja 2004 roku i była nieodpłatnie dystrybuowana poprzez system dystrybucji cyfrowej Valve Software jako tytuł promocyjny dla ówcześnie nadchodzącego Half-Life 2. Według wstępnych założeń Gabe'a Newella gra miała zostać wydana 1 kwietnia jako żart primaaprilisowy mający przekonać odbiorców, że jest ona w rzeczywistości sequelem Half-Life.

Pierwotnie zamierzaliśmy wydać grę 1 kwietnia. Przygotowałem nawet fałszywą informację prasową, która głosiła: „Ze względu na ogromną presję ze strony społeczności graczy, którzy domagali się jak najszybszego wydania Half-Life 2 zdecydowaliśmy się uważnie zastanowić nad usunięciem pewnych elementów z gry, co pozwoliłoby nam na wcześniejszą premierę. Ostatecznie zdecydowaliśmy się usunąć z projektu trzeci wymiar, więc po 5 latach pracy Valve i Nuclearvision [sic] mają przyjemność z dumą zaprezentować Half- Life 2D”. Na szczęście zwyciężył jednak zdrowy rozsądek.

Początkowo zakładano stworzenie kilku aktualizacji dla produkcji, włączając drugą grę bonusową, która byłaby odblokowywana po ukończeniu całej historii, jednak Paul Kamma ogłosił, że z planów tych zrezygnowano. W lutym 2008 roku gra została ostatecznie usunięta ze sklepu Steam po likwidacji jej producenta, NuclearVision.

## Odbiór
Gra nawet przed jej oficjalnym wydaniem wzbudzała spore zainteresowanie społeczności. Jak zauważył Tim Bruns, dyrektor artystyczny NuclearVision, gra przyciągnęła ponad 600 000 graczy w ciągu pierwszych trzech tygodni od wydania. Burns przyznał, że był zaskoczony tym wynikiem mówiąc, że „możliwość osiągnięcia takiej ilości graczy praktycznie z dnia na dzień jest czymś niesamowitym”.
Codename: Gordon otrzymał głównie dobre recenzje krytyków gier komputerowych. Home of the Underdogs opisał ją jako „jedną z najlepszych gier fanowskich”. Gra została również doceniona dzięki włączeniu do niej pistoletu grawitacyjnego. Gameplanet uznał, że „działa on dokładnie tak, jak był reklamowany i rzeczywiście jest dość [fajny]”. Pixel Rage także opisał broń jako jedną z ważniejszych aspektów produkcji, natomiast gotoAndPlay stwierdził, że „dodaje miły akcent do gry”. Codename: Gordon chwalono również za wyjątkowo szczegółowo wykonane tła krajobrazów i unikalny styl dialogów, w których gracz posługuje się emotikonami w celu porozumiewania z innymi postaciami.
Projekt otrzymał jednak także negatywne opinie. Jedną z najważniejszych kwestii, które zostały podniesione była wydajność. GotoAndPlay zauważył, że gra ma tendencję do wyświetlania małej ilości klatek na sekundę, szczególnie podczas walki z dużą ilością przeciwników. Home of the Underdogs skarżył się także na przesadzone wymagania sprzętowe stwierdzając, że mając na uwadze prostotę gry, wymaganie procesora o częstotliwości taktowania 1.6 GHz jest zbyt wygórowane. Grę krytykowano również za brak różnorodności wśród przeciwników oraz prosty, lecz nietypowy system sterowania, a także brak funkcji zapisu gry.

## Usunięcie z platformy Steam
Gra została usunięta z platformy Steam z powodu bannera wbudowanego w grę ukazującego treści z oficjalnej strony internetowej twórców. Bankructwo oryginalnego producenta spowodowało, że dopuścił on do wygaśnięcia domeny internetowej, która została następnie zakupiona dla celów reklamowych. Doprowadziło to do sytuacji, w której witryna ta zawierała odnośniki do treści pornograficznych oraz narażających odwiedzających na zainfekowanie wirusem komputerowym.